# Marcel Bich
Pour les articles homonymes, voir Bich.

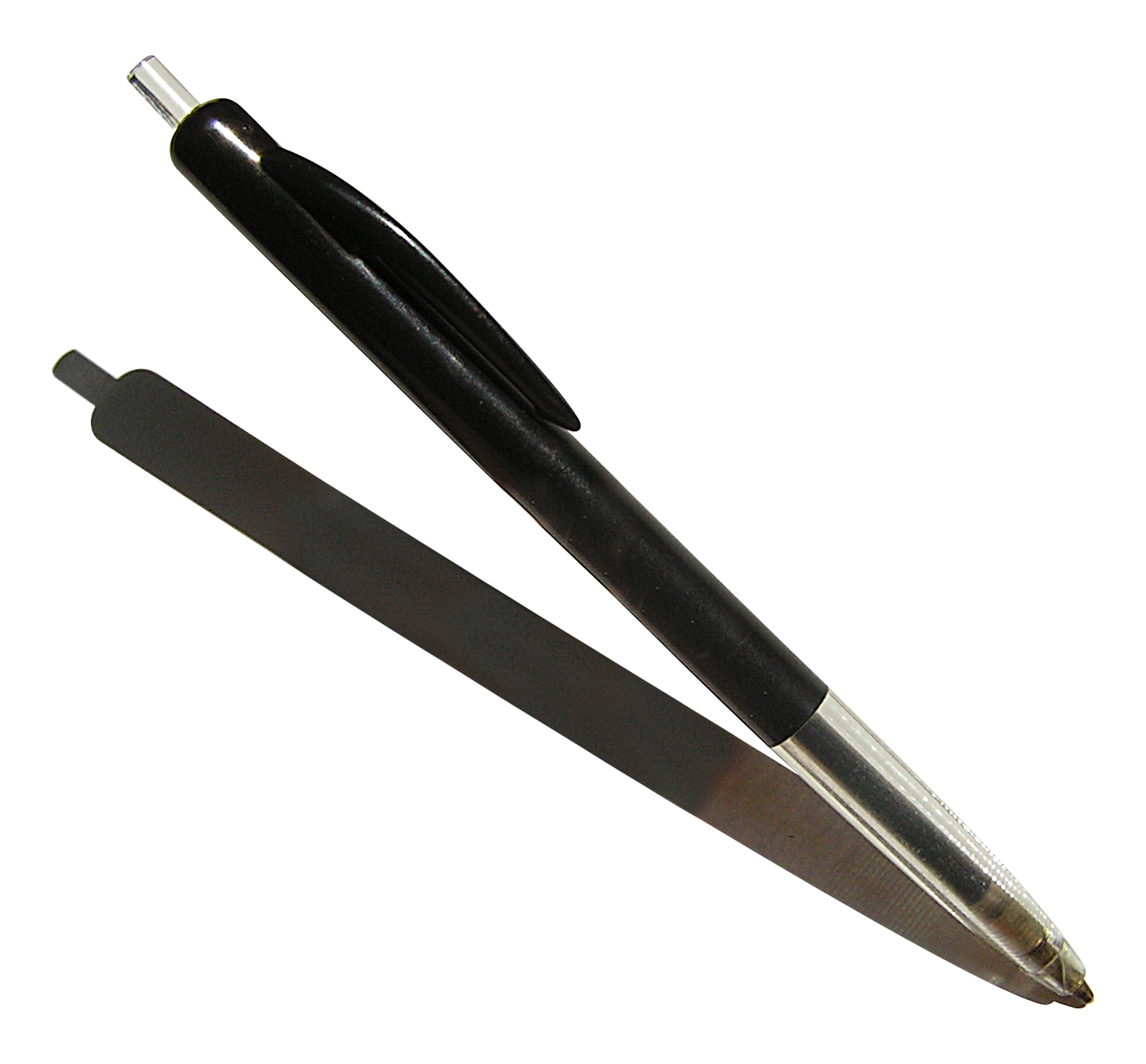
Un stylo Bic M10.

Marcel Bich, né le 29 juillet 1914 à Turin et mort le 30 mai 1994 à Neuilly-sur-Seine, appelé aussi le baron Bich, est un industriel franco-italien créateur du célèbre stylo Bic et du groupe homonyme.

## Biographie

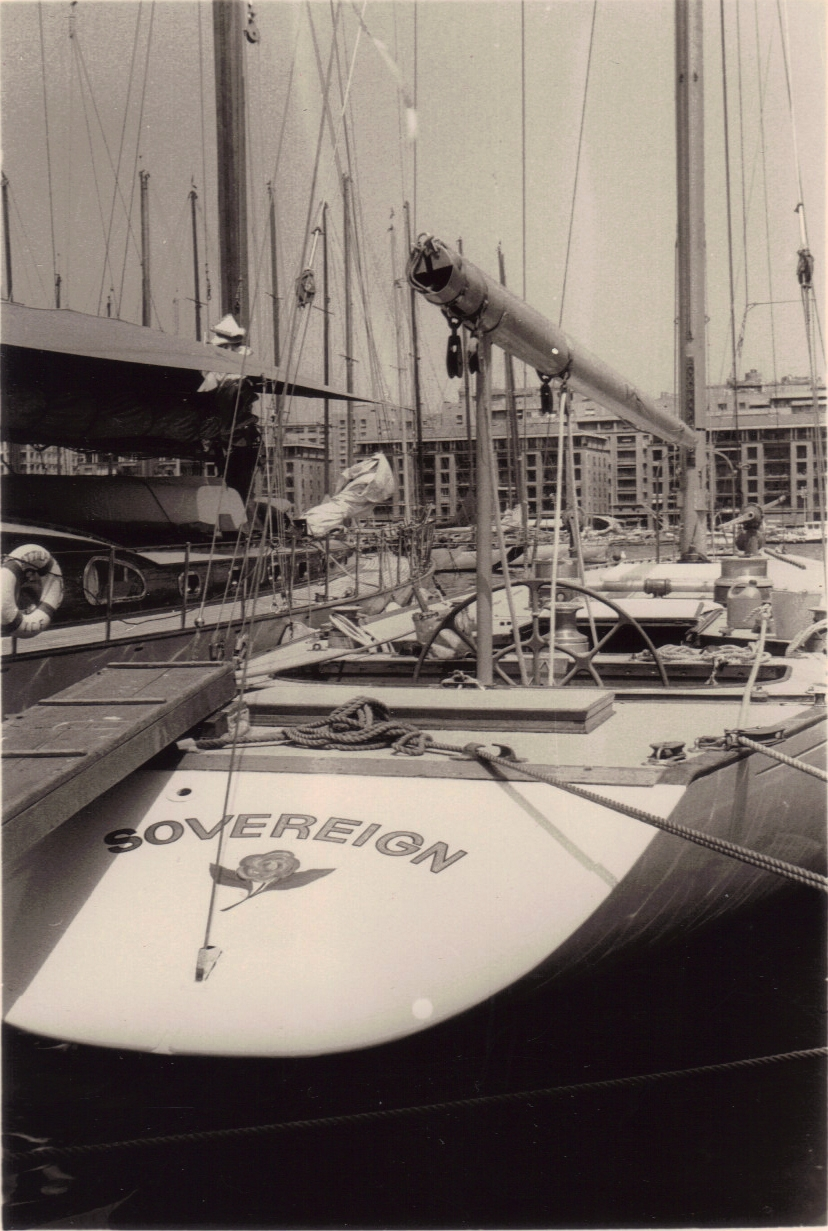
Coupe de l'America.
Marcel Bich commence par racheter Sovereign, ici dans le Vieux-Port de Marseille, puis Constellation, avant d'armer le premier défi français à la Coupe de l'America.

### Origine
Marcel Bich naît le 29 juillet 1914 à Turin. Il est le fils d'Aimé-Mario Bich et de sa seconde épouse Marie Muffat de Saint-Amour de Chanaz,. Il est issu d'une famille valdôtaine originaire de Châtillon, et anciennement du Valtournenche. Il a une sœur, Marie-Thérèse (1913-1970), et un frère, Albert (1916-1989). Le titre de baron a été accordé à son arrière-grand-père Emmanuel Bich, syndic d'Aoste, le 13 juillet 1841 par le roi Charles-Albert de Sardaigne, duc de Savoie. 
Son père, après des expériences industrielles décevantes en Italie, émigre en France. Marcel Bich est naturalisé français avec ses parents, ses frères et sa sœur le 2 août 1930. Il fait ses études à l'université de Paris et obtient une licence de droit.

### Début
En octobre 1945, le baron Marcel Bich, alors directeur de production des « Encres Stephens », rachète avec un collègue technicien, Édouard Buffard (1908-1996), pour 500 000 francs un atelier à Clichy dans le département des Hauts-de-Seine, où ils fondent l’entreprise P.P.A (Porte-plumes, Porte-mines & Accessoires) qui connaît des débuts difficiles comme sous-traitant.  
En reprenant le brevet du Hongrois László Biró, qui datait de 1938, l'entreprise crée en 1950, avec la marque Bic, une « plume » révolutionnaire, le Bic Cristal, à un prix dérisoire. 
L'entreprise doit faire face à un procès pour plagiat de la société Biro qui se règle par une transaction financière. 
En 1953, la société Bic remplace P.P.A et rachète Biro en 1958. 
Bic devient alors le leader mondial des stylos à bille. C’est le concept du « jetable » qui vient d'être inventé. 
Les gens ont acheté plus de 100 milliards de stylos Bic sur les cinq continents depuis 1950.

### Diversifications
En 1973, Marcel Bich lance un briquet sur le même principe et, à nouveau, sans l’avoir inventé. En effet, le briquet jetable a été inventé en 1948, quoique, au départ, il était rechargeable. Son créateur, Jean Inglessi, est l’inventeur de la bouteille à gaz à usage domestique en 1934, et l’entrepreneur de la marque Primagaz. Les premiers briquets non rechargeables et jetables sont créés en France. Cricket les lance en 1962. En 1964 ORFLAM, fabricant de pierres à briquets, crée un autre briquet rechargeable Stick Feudor. 
En 1971, Marcel Bich croit au développement futur du briquet jetable et décide de se lancer sur ce marché. En 1974, 290 000 briquets Bic sont achetés chaque jour dans le monde et, dès 1975, presque le double, faisant de Bic le premier producteur mondial de ces briquets. Gillette aussi s’est essayé au briquet jetable ; ce fut sa seule diversification qui tourna court. Cricket, briquet jetable lancé par ST Dupont en 1964 est cédé à Swedish Match en 1984 et ST Dupont, acquis en 1971, est cédé à Dickson Concept en 1987.
En 1974-1975, Bic commercialise en France le rasoir jetable. Il doit faire face à un nouveau contentieux pour plagiat avec The Gillette Company qui se termine, cette fois encore, par une transaction financière.  
Passionné de voile (voir mécène sportif ci-dessous), Marcel Bich fonde Bic Sport en 1979, qui fabrique et commercialise des planches à voile à l'époque où celles-ci apparaissent et se démocratisent en France. En moins de deux ans, Bic Sport devient le premier fabricant mondial, avec 90 000 unités vendues par an ; c'est, aujourd'hui[Quand ?] encore, le leader mondial. Par la suite, Bic Sport se diversifie dans les secteurs du surf, du kayak, du dériveur pour enfants et, plus récemment[Quand ?], dans le stand up paddle.
Marcel Bich veut étendre sa formule du jetable au parfum. C'est un échec commercial qui, en 1988-1990, coûte à Bic 250 millions de francs. Dans sa biographie, son épouse Laurence Bich relativise cette déconvenue et affirme que si le parfum fut un échec commercial, en déficit de 140 millions de francs en 1989 et 1990, la cession des actifs a dégagé une plus-value nette de 339 millions de francs.

### Succession
Marcel Bich avait la réputation d'être un entrepreneur traditionaliste. Toutefois, en 1972, 20 % du capital de Bic sont introduits en bourse et, en 1979, il cède son poste de PDG à son fils Bruno Bich. Sa disparition en 1994 ouvre une succession complexe à ses onze enfants, nés de trois unions, mais le contrôle du capital de Bic demeure familial, avec l'appoint des héritiers Buffard[réf. nécessaire].

### Unions et postérité
Marcel Bich a épousé en 1937 Louise Chamussy et après la mort de celle-ci en 1950, il s’est marié avec Jacqueline de Dufourcq (1911-2007), dont il a divorcé, puis il s’est marié avec Laurence Courier de Méré (née en 1932) en 1956. 
De ces trois mariages sont nés onze enfants, dont quatre ont exercé des charges de haut niveau dans la société Bic : Bruno Bich, Claude Bich, François Bich et Marie-Aimée Bich-Dufour.

### Le mécène sportif
Marcel Bich est également l’un des personnages marquants de la Coupe de l'America. Il devient ainsi le premier non-anglophone à participer à celle-ci en 1970, à bord du France qu'il a spécialement fait construire. Il participera à nouveau avec le France en 1974 et 1977, car France II construit en 1977 n'est pas performant, et enfin avec France 3 en 1980, sans parvenir à être Challenger.
À la fin des années soixante et au début des années soixante-dix, son entreprise est également le sponsor principal de l’équipe cycliste professionnelle Bic-Hutchinson, qui compte dans ses rangs les champions Jacques Anquetil et Luis Ocaña.